# Philippe de Morineau
Pour les articles homonymes, voir Morineau.
Philippe Auguste de Morineau (Poitiers, 9 juillet 1804-Poitiers, 21 mai 1887) est un voyageur français. 

## Biographie
Neveu du chef de la division du commerce au ministère de l'Intérieur, Pierre Marie Sébastien Catineau-Laroche, il part à bord de la Comète avec pour mission d'entreprendre la colonisation d'Hawaï, telle que la fait miroiter Jean-Baptiste Rives à son oncle, Rives prétendant y avoir des terres et une certaine aura. 
Parti de Bordeaux le 13 novembre 1826, Morineau atteint Valparaiso en février 1827 puis Callao en mars et Mazatlán  en mai. C'est dans ce dernier port qu'il apprend que Rives n'est pas revenu à Hawaï tel qu'il en avait fait la promesse et qu'il y a perdu tout crédit depuis la mort de Kamehameha II. 
Morineau décide malgré tout de continuer le voyage, repart de Maztlan le 16 juin et arrive à Honolulu le 6 juillet 1827. Après y avoir installé trois missionnaires, il constate que Rives n'est propriétaire d'aucune terre et qu'il a menti à tout le monde. 
En août 1827, Morineau regagne Monterey et y rencontre Auguste Duhaut-Cilly qui, alors qu'il avait la même mission que la Comète a préféré faire du négoce sur les côtes américaines. Le 7 février 1828, il revient à Callao où il croise la Bayonnaise de Nicolas Le Goarant de Tromelin en route pour les îles Sandwich. 
À Valparaiso, on doit vendre le navire en trop mauvais état pour poursuivre. Morineau et ses compagnons reviennent en France comme passagers d'un autre bateau. 
La seule réussite du voyage de Morineau réside dans l'implantation du catholicisme à Hawaï. 
Après un voyage aux États-Unis, il devient  consul de France en Allemagne puis consul honoraire le 20 janvier 1864 à Mexico.

## Publication
- Précis historique d'une expédition aux îles Sandwich, Nouvelles Annales des voyages, 1834

## Décoration
- Chevalier de la Légion d'honneur, 20 janvier 1864[1].